# Франскевич Денис Валерійович
Денис Валерійович Франскевич (рос. Денис Валерьевич Франскевич; 6 червня 1981, м. Караганда, СРСР) — російський хокеїст, воротар. По завершенні кар'єри гравця тренер воротарів клубу «Супутник» (Альметьєвськ).
Вихованець хокейної школи «Нафтохімік» (Нижньокамськ). Виступав за «Нафтохімік» (Нижньокамськ), «Нафтовик» (Леніногорськ), «Газовик» (Тюмень), «Автомобіліст» (Єкатеринбург), «Барис» (Астана), «Сариарка» (Караганда), «Єрмак» (Ангарськ).